# シュラガ・ワインバーグ
シュラガ・ワインバーグ（Shraga Weinberg、ヘブライ語: שרגא ויינברג、1966年3月25日 - ）は、イスラエルの車いすテニス選手。本業は会計士。
生まれた時より上半身に麻痺があり、また骨密度も低く若いころから多くの手術を経験した。
レクリエーションとリハビリテーションのために、20歳のときにイスラエル障害者スポーツセンターで車いすテニスを始め、2001年にはクァードシングルス、2003年にはクァードダブルスのカテゴリでそれぞれ世界ランキング1位となった。
2004年のアテネパラリンピックにはシングルスに出場したが、準々決勝で敗れメダルに手は届かなかった。2008年の北京パラリンピックではクァードのシングルスとダブルスに出場、ダブルスでボアズ・クレーメルと共に勝ち進んだ決勝で、アメリカのニコラス・テイラーとデビッド・ワグナーのペアと対戦、銀メダルを獲得した。